# Tapete mágico

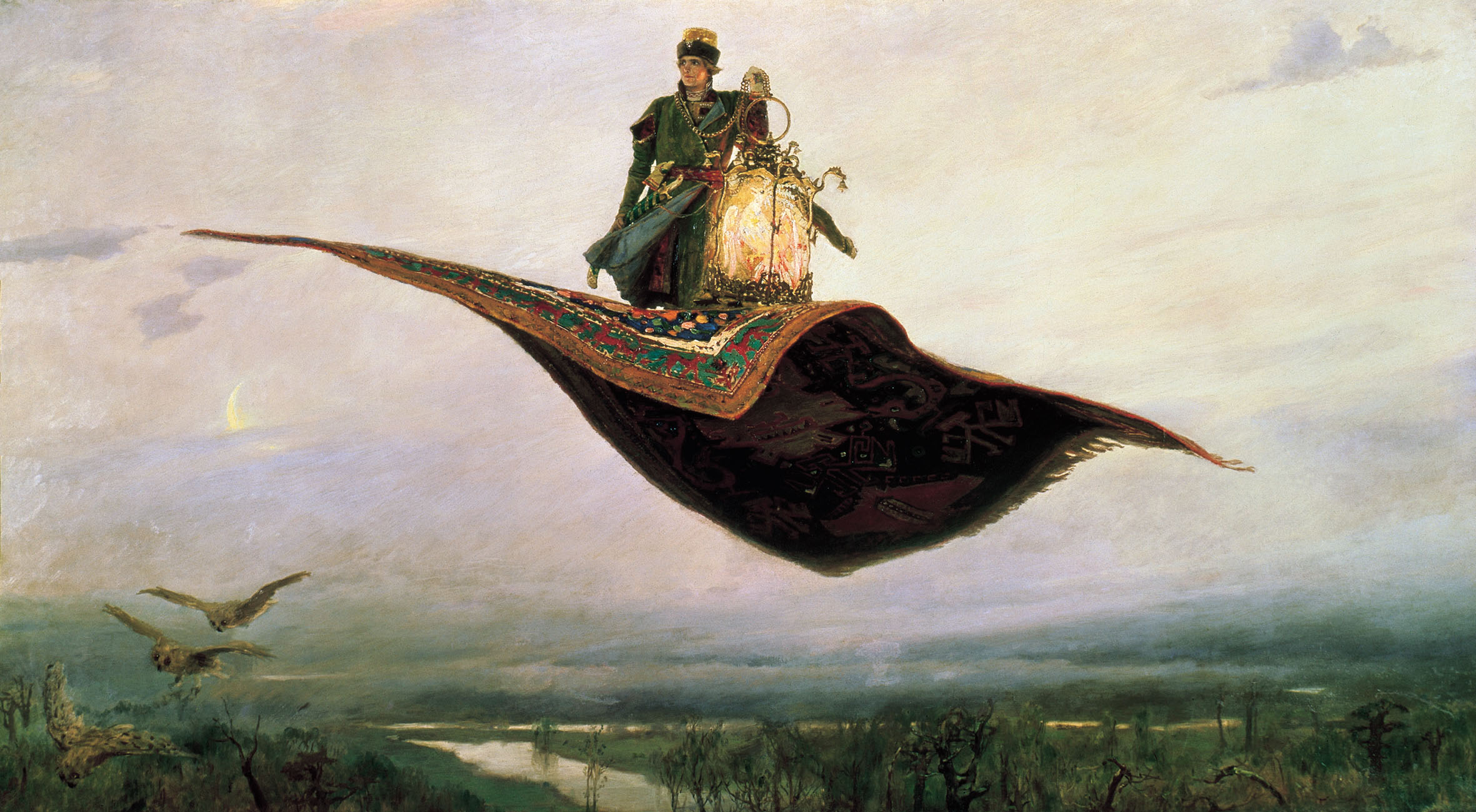

O tapete mágico (ou ainda tapete voador) é um tapete lendário das histórias das Mil e Uma Noites, a que se atribuía a capacidade de voar, transportando uma ou mais pessoas.